# Alf Henriques
Alf Henriques, född den 16 december 1906 i Köpenhamn, död den 27 juli 1976, var en dansk litteraturhistoriker. Till hälften av judisk börd levde han som flykting i Sverige 1943–1945.

## Biografi
Henriques tog efter studentexamen 1925 sin cand. mag.-examen 1931 och fick Filosofisk-historiska Samfundets pris 1931 och 1933.
Han arbetade som lärare vid Östra Borgerdyds gymnasium 1933 och docent i danska språket vid Uppsala universitet 1934–1942. Han avlade doktorsexamen vid Köpenhamns universitet 1941 och blev därpå adjunkt vid Aurehøj statsgymnaskium 1942 och lektor 1950.
År 1955 blev Henriques dramatisk konsult vid Det Kongelige Teater och från 1956 också chef för teaterns dramatiska elevskola. Han hade också uppdrag som examinator i danska vid bl. a. universiteten i Köpenhamn och Århus.
Henriques utsågs till hedersdoktor vid Uppsala universitet 1966 och var Riddare av Dannebrog.

## Utmärkelser
- Riddare av Dannebrogorden,  1959[1]

[Redigera Wikidata]